# قرار مجلس الأمن التابع للأمم المتحدة رقم 958
قرار مجلس الأمن التابع للأمم المتحدة رقم 958، المتخذ بالإجماع في 19 تشرين الثاني / نوفمبر 1994، بعد التذكير بجميع القرارات المتعلقة بالحالة في يوغوسلافيا السابقة بما في ذلك القرار 836 (1993)، قرر المجلس، بموجب الفصل السابع من ميثاق الأمم المتحدة، أن الوضع في يوغوسلافيا السابقة ما يزال يشكل تهديدًا للسلم والأمن الدوليين، وفي دعمه لقوة الأمم المتحدة للحماية، أذن للدول الأعضاء باستخدام الضربات الجوية في كرواتيا بالإضافة إلى البوسنة والهرسك، من أجل تمكين قوة الأمم المتحدة للحماية بتنفيذ ولايتها.

## روابط خارجية
- نص القرار في undocs.org